# 倒鳞秋海棠
倒鳞秋海棠（学名：Begonia reflexisquamosa）为秋海棠科秋海棠属下的一个种。
分布于中国大陆的云南等地，生长于海拔1,750米至1,820米的地区，一般生于山坡阴湿处，目前尚未由人工引种栽培。

## 扩展阅读
- 維基物種上的相關：倒鳞秋海棠